# ساحره‌گیری (مجموعه تلویزیونی بریتانیایی)
ساحره‌گیری (انگلیسی: Witch Hunt) یک مجموعه تلویزیونی درام بریتانیایی است که در سال ۱۹۶۷ منتشر شد.

## بازیگران
- پاتریک کاوانا
- آنا پالک
- جان پل
- پیتر بلایت
- دِرِک فرانسیس
- سالی هوم
- تیموتی وست
- ریچل هربرت
- موریس پری
- بری استنتون
- کاترین پار